# Cyclopodia horsfieldi
Cyclopodia horsfieldi är en tvåvingeart som beskrevs av Meijere 1899. Cyclopodia horsfieldi ingår i släktet Cyclopodia och familjen lusflugor. Inga underarter finns listade i Catalogue of Life.